# Bjärtrå socken
Bjärtrå socken i Ångermanland ingår sedan 1974 i Kramfors kommun och motsvarar från 2016 Bjärtrå distrikt.
Socknens areal är 158,80 kvadratkilometer, varav 129,70 land. År 2000 fanns här 1 687 invånare. Tätorterna Lugnvik samt delar av Sandslån och Klockestrand samt kyrkbyn Strinne med sockenkyrkan Bjärtrå kyrka ligger i socknen. 

## Administrativ historik
Bjärtrå socken har medeltida ursprung.
Vid kommunreformen 1862 övergick socknens ansvar för de kyrkliga frågorna till Bjärtrå församling och för de borgerliga frågorna bildades Bjärtrå landskommun. Landskommunen uppgick 1974 i Kramfors kommun.
1 januari 2016 inrättades distriktet Bjärtrå, med samma omfattning som församlingen hade 1999/2000.  
Socknen har tillhört fögderier, tingslag och domsagor enligt vad som beskrivs i artikeln Ångermanland.  De indelta båtsmännen tillhörde Andra Norrlands förstadels båtsmanskompani.

## Geografi

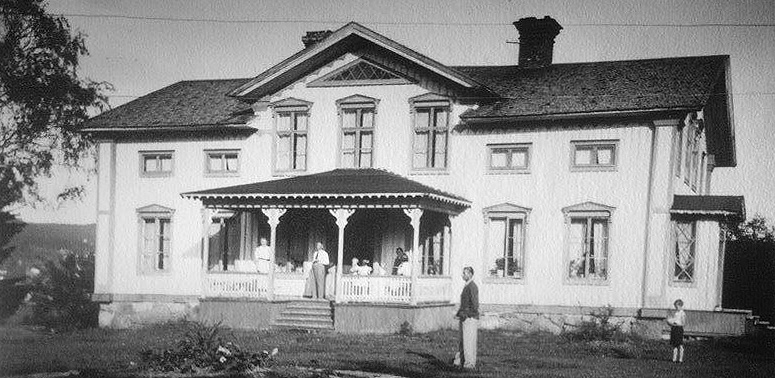
Norrlands gård i Bjärtrå socken

Bjärtrå socken ligger öster om Ångermanälven vid Kungsgårds-, Strinne- och Lugnviksfjärdarna med öar som Sandön och är en del av Höga kusten. Socknen har odlingsbygd vid vattnen och är i övrigt en kuperad sjörik skogsbygd med höjder som når 400 meter över havet.
Socknen genomkorsas i söder av länsväg 332 (gamla E4) och i nordväst av länsväg 333 samt 334.
Norrifrån räknat omfattar socknens nordöstra del bland annat orterna Marieberg, Nyhamn, Köja, Nässom med hembygdsgård samt Strinne med Bjärtrå kyrka. Helt i väster gränsar socknen mot Ytterlännäs socken och tangerar här Sandslåns tätort samt innefattar Dannero travbana. Innanför Sandslån ligger Kungsgårdsfjärden med den gamla Kungsgården.
I sydväst gränsar socknen, i älvens mitt, mot Gudmundrå socken. I denna sydvästra del av socknen ligger bland annat orterna Mäland, Lugnvik samt Lugnviksstrand, den senare vid Sandöbrons östra landfäste. Sandö med gamla Sandö glasbruk och Sandö sågverk ligger i socknens sydvästligaste spets. I detta område gränsar socknen på en sträcka av cirka 3 km över land mot Nora socken. På Gålåbergets sydsluttning ligger "tresockenmötet" Bjärtrå-Nora-Skog. Härifrån gränsar socknen i öster på en sträcka av cirka 13 km, mot Skogs socken upp till Viksättviken av Saltsjön (110 m ö.h.). Byn Bålsjö och sjön Bålsjön (75 m ö.h.) samt byn Grössjö och sjön Grössjön (54 m ö.h.) ligger i denna trakt.
I nordost gränsar socknen mot Ullångers socken. Den nordligaste punkten ligger på Björnsjökullen, som utgör "tresockenmöte" Bjärtrå-Ullånger-Styrnäs. Härifrån gränsar socknen i nordväst mot Styrnäs socken till "tresockenmötet" Bjärtrå-Styrnäs-Ytterlännäs strax norr om Dannero.
Mellan Strinnefjärden i norr och Lugnviksfjärden i söder ligger en halvö, som sticker ut i Ångermanälven ungefär mitt emot Kramfors. Byarna Lockne, Säter och Sparrhugget ligger på norra delen av halvön, vilken i övrigt beskrives i en separat artikel om byn Norrland (by), som ligger i södra delen av halvön. Största orten på halvön är Mäland.

## Fornlämningar
Gravröse från bronsåldern har påträffats liksom gravhögar från järnåldern.

## Namnet
Namnet (1344 Bertaradh) innehåller efterleden radh, 'bygd'. Förleden innehåller bjärt, 'ljus, lysande'.

## Befolkningsutveckling
| Befolkningsutvecklingen i Bjärtrå socken 1780–1990                                                       | Befolkningsutvecklingen i Bjärtrå socken 1780–1990 | Befolkningsutvecklingen i Bjärtrå socken 1780–1990 | Befolkningsutvecklingen i Bjärtrå socken 1780–1990 | Befolkningsutvecklingen i Bjärtrå socken 1780–1990 |
| --- | -------------------------------------------------- | -------------------------------------------------- | -------------------------------------------------- | -------------------------------------------------- |
| |                                                    |                                                    |                                                    |                                                    |
| År |                                                    |                                                    | Folkmängd                                          |                                                    |
| 1780 | 1780                                               |                                                    | 867                                                |                                                    |
| 1790 | 1790                                               |                                                    | 740                                                |                                                    |
| 1800 | 1800                                               |                                                    | 820                                                |                                                    |
| 1810 | 1810                                               |                                                    | 1 044                                              |                                                    |
| 1820 | 1820                                               |                                                    | 979                                                |                                                    |
| 1830 | 1830                                               |                                                    | 1 102                                              |                                                    |
| 1840 | 1840                                               |                                                    | 1 179                                              |                                                    |
| 1850 | 1850                                               |                                                    | 1 334                                              |                                                    |
| 1860 | 1860                                               |                                                    | 1 502                                              |                                                    |
| 1870 | 1870                                               |                                                    | 1 853                                              |                                                    |
| 1880 | 1880                                               |                                                    | 2 424                                              |                                                    |
| 1890 | 1890                                               |                                                    | 3 808                                              |                                                    |
| 1900 | 1900                                               |                                                    | 4 426                                              |                                                    |
| 1910 | 1910                                               |                                                    | 4 832                                              |                                                    |
| 1920 | 1920                                               |                                                    | 4 733                                              |                                                    |
| 1930 | 1930                                               |                                                    | 5 102                                              |                                                    |
| 1940 | 1940                                               |                                                    | 4 908                                              |                                                    |
| 1950 | 1950                                               |                                                    | 4 297                                              |                                                    |
| 1960 | 1960                                               |                                                    | 3 592                                              |                                                    |
| 1970 | 1970                                               |                                                    | 2 692                                              |                                                    |
| 1980 | 1980                                               |                                                    | 2 156                                              |                                                    |
| 1990 | 1990                                               |                                                    | 1 902                                              |                                                    |
| Anm: Källor: Umeå universitet - Tabellverket 1749-1859, Demografiska databasen, CEDAR, Umeå universitet. |                                                    |                                                    |                                                    |                                                    |